# 九龙镇 (阜阳市)
九龙镇，是中华人民共和国安徽省阜阳市颍州区下辖的一个乡镇级行政单位。

## 行政区划
九龙镇下辖以下地区：
九龙社区、龙王村、叶寨村、李竹园村、西刘村、刘竹园村、姬庙村、庙前村和五坑村。